# 358 (numero)
Trecentocinquantotto (358) è il numero naturale dopo il 357 e prima del 359.

## Proprietà matematiche
- È un numero pari.
- È un numero composto.
- È un numero difettivo.
- È un numero semiprimo.
- È parte della terna pitagorica (358, 32040, 32042).
- È un numero di Ulam.
- È un numero congruente.

## Astronomia
- 358P/PANSTARRS è una cometa periodica del sistema solare.
- 358 Apollonia è un asteroide della fascia principale del sistema solare.

## Astronautica
- Cosmos 358 è un satellite artificiale russo.